# Serra de Llevant
|  | Pel que fa a la serra de Mallorca, vegeu Serres de Llevant. |

La Serra de Llevant és una serra situada entre els municipis de Granollers i de La Roca del Vallès a la comarca del Vallès Oriental, amb una elevació màxima de 179 metres.